# Зайцев, Владимир Юрьевич
Владимир Юрьевич Зайцев (род. 22 апреля 1960) — российский учёный-физик, доктор физико-математических наук, член-корреспондент РАН. Заведующий лабораторией волновых методов исследования структурно-неоднородных сред Института прикладной физики РАН. Известен работами в области нелинейной акустики, биомедицинской диагностики, а также разработкой методов оптической когерентной томографии и эластографии.

## Биография
В 1982 году окончил радиофизический факультет Горьковского государственного университета.
В 1990 году защитил диссертацию «Параметрическое излучение звука в плоскослоистых волноводах» на степень кандидата физико-математических наук.
В 1997 году защитил диссертацию «Нелинейное преобразование звука в структурно-неоднородных средах» на степень доктора физико-математических наук.
В 2022 году избран членом-корреспондентом РАН.

## Научная деятельность
Основные направления научных исследований В. Ю. Зайцева включают:
- Разработку новых волновых методов диагностики структурно-неоднородных сред (от горных пород до биологических тканей).
- Исследование структурно-обусловленных нелинейно-акустических явлений в упругих средах.
- Создание методов неразрушающего контроля и нелинейно-акустической характеризации гранулированных материалов и горных пород.
- Развитие междисциплинарного направления, сочетающего методы биомеханики и биофотоники, включая разработку высокоразрешающей эластографии на основе оптической когерентной томографии.

Под его руководством был разработан метод автоматизированной морфологической сегментации биологических тканей, позволяющий точно определять границы злокачественных опухолей. Этот метод близок по точности к традиционной гистологии, но не требует инвазивных процедур и может выполняться in vivo.

## Награды и премии
- 2004 — Грант Фонда поддержки Отечественной науки за excellence in research.
- 2009 — Премия имени Л. И. Мандельштама РАН (совместно с В. Назаровым и Л. Островским) за цикл работ по исследованию структурно-обусловленных нелинейно-акустических явлений в упругих средах.

## Членство в организациях
- Член-корреспондент РАН (c 2022 года).
- Член Научного совета РАН «Науки о жизни».